# Peter Paludanus
Peter Paludanus, francoski teolog in nadškof, * 1275, Bresse, † 1342, Pariz.
1. 1 2  Dizionario di Filosofia — Istituto dell'Enciclopedia Italiana, 2009.
2. 1 2  Enciclopedia Sapere — De Agostini Editore, 2001.
3. ↑  Nacionalna knjižnica Francije — 1537.
4. 1 2 3  Nacionalna zbirka normativnih podatkov Češke republike
5. ↑  Record #119050889 // Gemeinsame Normdatei — 2012—2016.